# Pierre Gauvain
Pour les articles homonymes, voir Gauvain (homonymie).
Pierre Gauvain (dit Pierre de Mortemart) est un ecclésiastique français du XIVe siècle, évêque de Viviers puis d'Auxerre et cardinal de S. Stefano in Monte Celio (Italie).

## Famille et nom
Il est natif d'Aquitaine dans une famille de condition modeste. Son père est un simple habitant du village de Mortemart dans le Limousin. Sa mère, d'origine sociale plus aisée, est issue de la petite noblesse de la même province et appartient à la famille noble de Baignac (entre Bellac et Saint-Bonet.
Son véritable patronyme est Gouin, qu'il latinise en Galvani ou Govani puis Gauvain ou Gauvaing.

### Controverse sur son nom
Selon certains, Pierre Gauvain ne serait pas Pierre de Mortemart, mais un procureur du roi :

« C’est à notre avis une erreur. En effet, on voit que Pierre de Mortemart, conseiller du roi, et chantre de Bourges, fut, avec d’autres, député auprès du pape Jean XXII, pour la dissolution du mariage de Charles le Bel avec Blanche de Bourgogne, et que dans cette affaire le roi avait constitué pour son procureur Pierre Gauvain ou Gouin, dont le nom est mentionné, avec celui de Pierre de Mortemart, dans la bulle du pape Jean XXII, du 19 mai 1322, rapportée par Baluze. »

— Collectio Actor. veter., t. Il, col. 44O

## Biographie
Il commence par être professeur en droit civil et canonique, occupation qui le fait avantageusement remarquer. Vivant à la cour de Rome, il se lie d'amitié avec Hugues évêque de Cahors. Lorsque Hugues est arrêté sur ordre de Jean XXII, Pierre de Mortemart dégoûté de Rome se tourne vers la cour du roi de France. Le roi Philippe V en fait un de ses conseillers et lui montre son estime en le faisant parrain d'un de ses fils. 

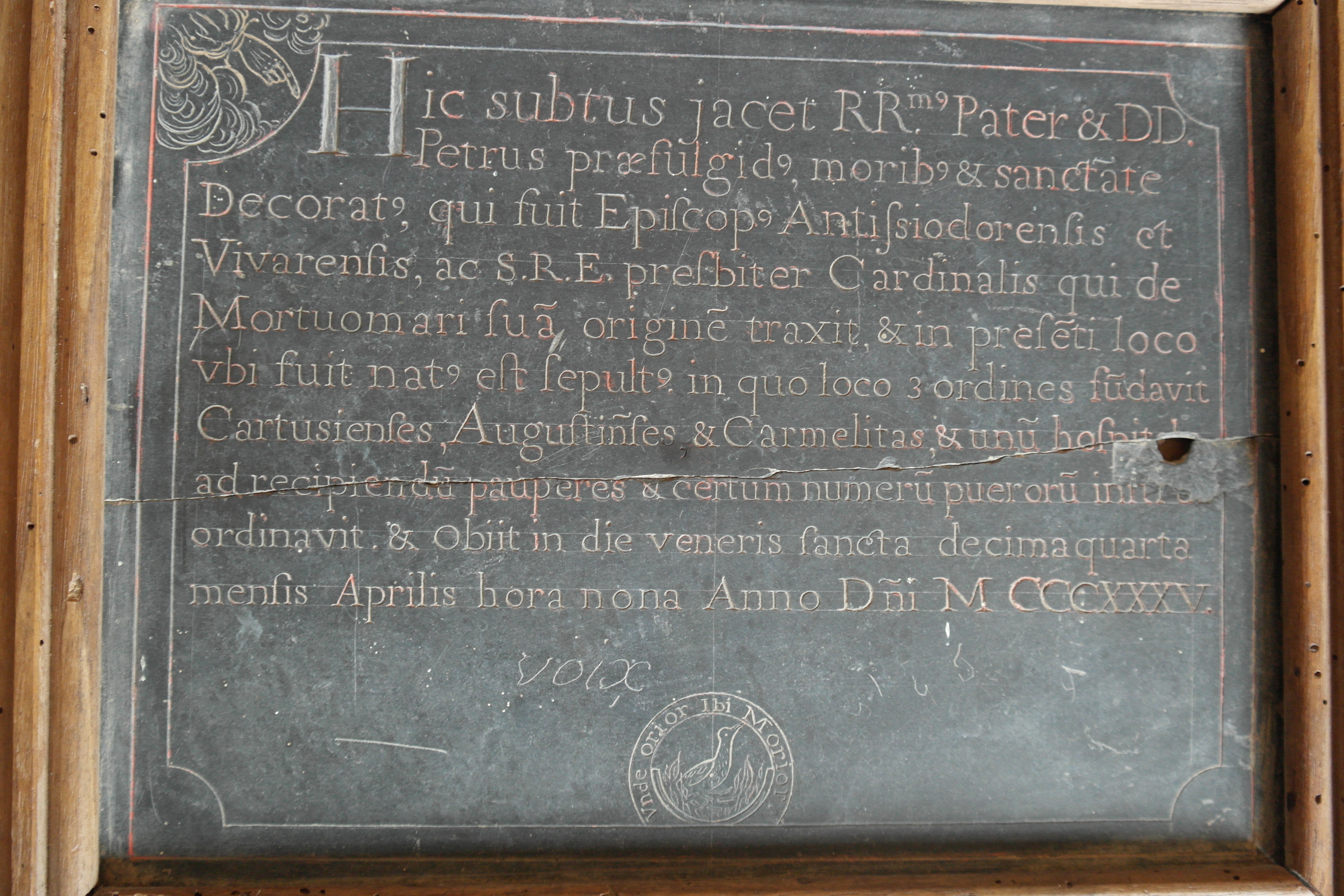
Epitaphe de Pierre de Mortemart

### Évêque de Viviers
En 1322 il assiste en qualité d'évêque de Viviers à la pose de la première pierre de l'église Saint-Jacques de l'Hôpital en compagnie de la reine Jeanne, de Mathilde comtesse d'Artois, de l'archevêque de Lyon et d'autres personnages. 

### Évêque d'Auxerre
Il est promu 68e évêque d'Auxerre par Jean XXII et prend possession de son évêché le 2 novembre 1326, avec la cérémonie d'usage pour laquelle il est porté par les quatre principaux barons du diocèse. Il est courant que ceux-ci, qui sont parfois de hauts personnages dont certains de la famille royale, se fassent représenter (et fassent porter l'évêque) par un de leurs vassaux ; pour Pierre de Mortemart le comte de Flandres, qui lui doit hommage pour la baronnie de Donzy, officie en personne.
En mai 1327 il effectue une translation de relique : Jeanne de France a réservé pour l'église Saint-Jacques de l'Hôpital une vertèbre de saint Jacques, qui est solennellement portée le 2 mai depuis l'église Sainte-Magloire jusqu'à Saint-Jacques-de-l'Hôpital par Pierre de Mortemart et Hugues de Besançon évêque de Paris.

### Cardinal
La même année 1327, « le vendredi des Quatre-Temps de l'Avent » (soit le vendredi précédant le jour de Noël) Jean XXII le nomme cardinal de Saint-Pierre et Saint-Marcellin, ce qui oblige Mortemart à se retirer à Avignon.
À Mortemart, il a peut-être fondé trois monastères : les Augustins, les Carmes et les Chartreux (disparu au siècle suivant) ; ainsi qu'un hôtel-dieu et un collège.

### Décès
Mort le 14 avril 1335 (un Vendredi saint), il est inhumé dans l'église du Moustiers à Mortemart. Le 22 mai 1342 devant le Parlement de Paris, un accord est passé entre Pierre Papet, curé de Janailhac, et les exécuteurs testamentaires du cardinal de Mortemart, sur la possession de l’église de Janailhac (voir sites externes).
Selon une légende le Pas de la Mule est un rocher à empreintes, situé près du hameau de Montmézery, commune de Montrol-Sénard. Une mule portant la dépouille du cardinal Gauvain, tomba à genoux sur ce rocher. Ce serait elle qui aurait laissé l’empreinte de son pas sur la pierre. Voir sites externes.